# 物性物理学
物性物理学（ぶっせいぶつりがく）は、物質のさまざまな巨視的性質を微視的な観点から研究する物理学の分野。量子力学や統計力学を理論的基盤とし、その理論部門を物性論（ぶっせいろん）と呼ぶことも多い。これらは日本の物理学界独特の名称であるが、しばしば凝縮系物理学に比定される。狭義には固体物理学を指し、広義には固体物理学（結晶・アモルファス・合金）およびソフトマター物理学・表面物理学・物理化学、プラズマ・流体力学などの周辺分野を含む。

## 歴史
18世紀以前において、物理学は物体の運動や天体の運行など解析学や幾何学によって説明できる分野を中心としていた。これに対して化学は物質の性質をあるがままに、すなわち博物学的に記述することが一般的であった。
18世紀に発展した熱力学は、物質としての気体の性質を巨視的な観点から現象論的に体系づけたものであり、これが物性物理学の基礎となった。19世紀後半になると物質の熱力学特性を、より微視的な立場から体系的に記述する統計力学の考え方が本格的に導入され、現象論に過ぎなかった熱力学に基礎付けがなされた。さらに20世紀前半には量子力学が確立し、固体の結晶構造や化学反応を記述できるようになった。
また最近では高分子や液晶、コロイド等を対象とするソフトマター物理学も物性物理学の一つの分野となっている。ただし、日本において物性論あるいは物性物理学という言葉が使われるようになったのは1940年代以降である。

## 理論
物性理論は、理論モデルを用いた物質状態の性質の理解と関連する分野である。これには、固体の電子状態モデルの研究、例えば、ドルーデモデル・バンド構造・密度汎関数理論といったものが含まれる。また、相転移の物理の理論モデルの研究（例えば臨界指数の理論やギンツブルグ-ランダウ理論など）や、量子場の理論や繰り込み群に使われる数学的手法を応用するといった分野も発展している。現代的な理論研究は、電子状態の数値計算や、高温超伝導・トポロジカル秩序・ゲージ対称性等の現象理解のための数学の利用とも関係している。

## 実験
物性実験は、実験装置を用いて物質の新しい性質を発見することに関連する分野である。例えば、電磁場を作用させて周波数特性や熱伝導特性、温度を測定したりする。よく用いられる実験手法には、X線や赤外線、非弾性中性子散乱を利用した（広義の）分光法や、熱的応答の研究、つまり比熱や伝導による輸送熱の測定といったものがある。

## 関連分野
- 物理化学：気体、液体の性質を記述する。
- 固体物理学：固体の性質を記述する。
- 表面物理学：表面・界面の性質を記述する。
- ソフトマター物理学：ソフトマターの性質を記述する。

## 応用

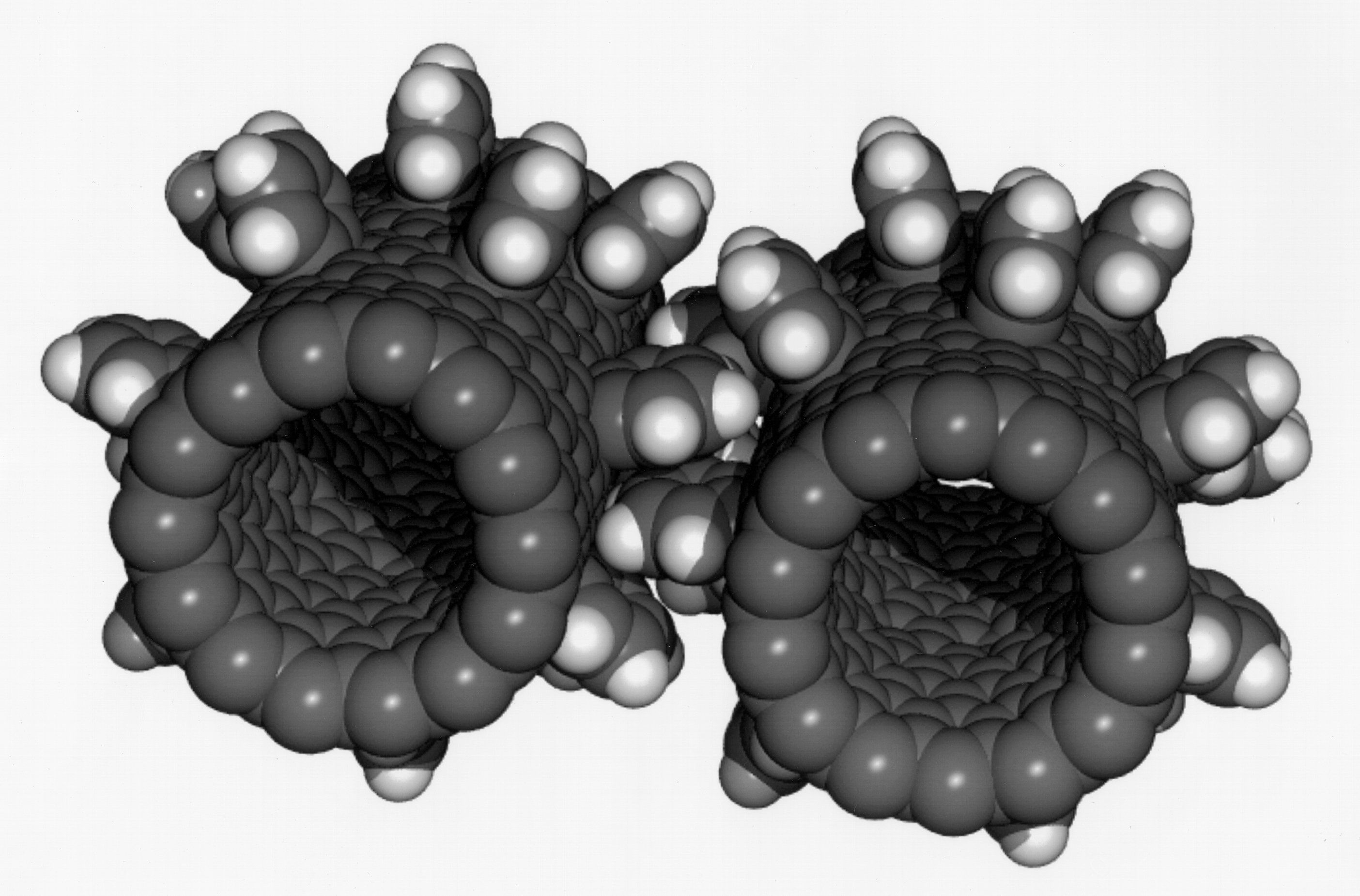
フラーレン分子でできたナノ歯車のコンピュータ・シミュレーション。ナノ科学の進歩による分子スケールで動く機械の登場が期待されている。

物性物理学の研究は、様々なデバイスへの応用を生み出した。例えば、トランジスタ、レーザー技術、ナノテクノロジー:111ffで研究される様々な現象が挙げられる。走査型トンネル顕微鏡の技法はナノスケールでの制御過程に応用され、ナノリソグラフィという研究分野を生んだ。
量子コンピュータの分野では、情報は量子ビット（またはキュービット）で表される。量子ビットは、計算が終わるより前に素早く量子デコヒーレンスを起こしてしまうかもしれない。この重大な問題は量子コンピュータが実用化される前に解決されなければならない。ジョセフソン接合による量子ビット、磁性体のスピン配向を用いたスピントロニカル量子ビット、分数量子ホール効果状態から得られるトポロジカル非アーベルエニオン等、問題解決のためのいくつかの有望なアプローチが物性物理学の分野から提案されている。
物性物理学は生物物理学の分野にも重要な応用がある。例えば、核磁気共鳴画像法は医療診断の現場で広く使用されている。

## 物性論を扱う高等教育機関
- 日本の大学では、物性物理学は理学部の物理学科の一講座として研究がなされることが多い。国立大学では京都大学理学部の物理学第一教室と東京工業大学の理学部物理学科・大学院物性物理学専攻、公立大学では大阪市立大学理学部の物理学教室、私立大学では京都産業大学理学部物理科学科などがカバーしている。
- また、工学部の物理工学科、材料工学科、電気電子工学科など、理学部以外で物性物理学を扱っている所も多い。
- かつては、物理第二学科（東北大学、名古屋大学）、物性学科（広島大学）として、独立の学科組織を持ったところもあった。
  - 1963年に創設された広島大学の物性学科は、物性物理学以外に、生物物理学といった化学との境界領域の研究、教育が行われたが、物理系講座の増加で独立学科としての存在意義を失って学科募集を停止し、講座は物理科学科と化学科（生物物理化学系のみ）に吸収された。
- 東京大学では理学部・工学部・教養学部の他、大学院新領域創成科学研究科、物性研究所でも物性物理学の研究が行われている。この中で物性研究所は、文部省と科学技術庁が日本学術会議の勧告を元に共同で設立した物性物理学分野の全国共同利用研究所であり、理論・実験の両分野にわたって幅広く教育研究が行われている。この他の全国共同利用研究所では、東北大学金属材料研究所、京都大学基礎物理学研究所に物性物理学関連の研究室がある。